# Mario Roberto Cassari

Erzbischofswappen von Mario Roberto Cassari

Mario Roberto Cassari (* 27. August 1943 in Ghilarza, Provinz Oristano; † 19. August 2017 in Oristano) war ein italienischer Geistlicher, römisch-katholischer Erzbischof und Diplomat des Heiligen Stuhls.

## Leben
Mario Roberto Cassari wurde im Alter von 26 Jahren am 27. Dezember 1969 zum Priester geweiht. Anschließend folgte ein Aufbaustudium an der Universität Sassari und an der Päpstlichen Lateranuniversität in Rom, wo er zum Dr. theol. promoviert wurde und wo er zudem das Lizenziat in Kanonischem Recht erwarb. Von 1974 bis 1977 war er Alumne der Päpstlichen Diplomatenakademie, die er mit dem kirchlichen Diplomatiediplom abschloss.
Anschließend trat er am 22. März 1977 in den diplomatischen Dienst des Heiligen Stuhls ein und war in unterschiedlichen Funktionen in Päpstlichen Vertretungen in Pakistan, Kolumbien, Ecuador, Sudan, Südafrika, Japan, Österreich, Litauen, Jugoslawien und Bosnien-Herzegowina tätig. Papst Paul VI. verlieh ihm am 7. April 1978 den Ehrentitel Kaplan Seiner Heiligkeit (Monsignore) und Papst Johannes Paul II. am 26. November 1992 den Titel Ehrenprälat Seiner Heiligkeit.
Am 3. August 1999 ernannte ihn Papst Johannes Paul II. zum Titularerzbischof von Truentum sowie zum Apostolischen Nuntius in der Republik Kongo und Gabun. Die Bischofsweihe spendete ihm Kardinalstaatssekretär Angelo Sodano am 16. Oktober 1999. Mitkonsekratoren waren der Erzbischof von Oristano, Pier Giuliano Tiddia, und der Bischof von Tempio-Ampurias, Paolo Atzei OFMConv.
Ab dem 31. Juli 2004 vertrat Cassari den Heiligen Stuhl in der Elfenbeinküste und Burkina Faso und ab dem 8. September 2004 zusätzlich im Niger. Am 12. Juni 2007 legte er seine Tätigkeiten in Burkina Faso und dem Niger nieder. Seit dem 14. Februar 2008 war Mario Roberto Cassari Apostolischer Nuntius in Kroatien.
Am 10. März 2012 ernannte ihn Papst Benedikt XVI. zum Apostolischen Nuntius in Südafrika, Botswana, Lesotho, Namibia und Swasiland. Papst Franziskus ernannte ihn am 21. Mai 2015 zum Apostolischen Nuntius in Malta.
Im Dezember 2016 nahm Papst Franziskus sein altersbedingtes Rücktrittsgesuch an.